# Франческо I Гонзага
Франческо I Гонзага (итал. Francesco I Gonzaga; 1366 — 7 марта 1407) — 4-й народный капитан Мантуи из семейства Гонзага.
После смерти отца — Лудовико II Гонзага — в 1382 году Франческо унаследовал его пост и титулы. Он продолжил политику балансирования между Миланом и Венецией.
В 1380 году он женился на Ангессе, дочери миланского правителя Бернабо Висконти. После того, как в 1391 году она была казнена по обвинению в измене, Франческо стал опираться на Венецию, чтобы защитить свои земли от набиравшего силу нового правителя Милана — Джан Галеаццо Висконти.
В 1393 году Франческо женился на Маргерите из семьи Малатеста, с которой в семью Гонзага попало такое наследственное заболевание, как остеомаляция. Франческо приходилось периодически защищать свои территории от претензий Джангалеаццо, пока последний не умер от чумы в 1402 году.
В 1394 году Франческо получил от папы Бонифация IX титул графа Мантуи, однако он претендовал на более высокий титул маркграфа. В 1403 году король Германии Венцель дал ему такой титул, однако в связи с тем, что сам Вацлав за год до этого был низложен, акт оказался нелегитимным. Франческо умер до того, как новый германский монарх подтвердил присвоение титула.

## Семья и дети
В первый раз Франческо женился в 1380 году на Агнессе, дочери Бернабо Висконти. Детей у них не было.
Во второй раз Франческо женился в 1393 году на Маргерите Малатеста, и у них было трое детей:
- Джанфранческо (1395—1444), который стал первым маркизом Мантуи
- Альда (ум.1405), которая вышла замуж за Франческо Новелла да Каррара, сеньора Павии
- Сюзанна, умерла во младенчестве